# Igor Wladimirowitsch Girsanow
Igor Wladimirowitsch Girsanow (russisch Игорь Владимирович Гирсанов; in anderer Transliteration auch Girsanov; * 10. September 1934 in Türkistan; † 16. März 1967 im Sajangebirge) war ein sowjetischer Mathematiker.

## Leben und Werk
Girsanow wurde am 10. September 1934 in Türkistan geboren, 1950 siedelte seine Familie nach Moskau über. Schon während der Schulzeit gehörte er dem Mathematik-Zirkel der MGU (Lomonossow-Universität Moskau) an und war mehrfach Sieger der Moskauer mathematischen Olympiade. Von 1952 bis 1960 war er Student, dann Doktorand der mechanisch-mathematischen Fakultät der MGU. Anschließend arbeitete er dort als Assistent, später als Dozent. Seit 1965 leitete er die Laboratoriumsabteilung für wahrscheinlichkeitstheoretische und statistische Methoden an der MGU. Er verstarb auf tragische Weise am 16. März 1967 während eines touristischen Ausflugs im Sajangebirge.
Er ist Autor von Abhandlungen über die Theorie der Markow-Prozesse und gesteuerte Zufallsprozesse in der mathematischen Chemie, befasste sich auch mit Methoden der mathematischen Ökonomie und ist in der Finanzmathematik für den Satz von Girsanow bekannt.

## Ausgewählte Veröffentlichungen
- О спектрах динамических систем, порождаемых стационарными гауссовскими процессами (Über Spektren dynamischer Systeme, die von stationären, gaußschen Prozessen erzeugt sind), Dokl. Akad. Nauk UdSSR, Band 119, Nr. 5, 1958

- О некоторых топологиях, связанных с марковским процессом (Über einige mit Markow-Prozessen verbundene Topologien), Dokl. Akad. Nauk UdSSR, Band 129, Nr. 3, 1959

- Сильно феллеровские процессы (Stark Fellersche Prozesse), Теория вероятностей и её применение (Wahrscheinlichkeitstheorie und ihre Anwendungen), Band 1, 1960

- Минимаксные задачи в теории диффузионных процессов (Minimax-Probleme in der Theorie der Diffusiosnprozesse), Dokl. Akad. Nauk UdSSR, Band 136, Nr. 4, 1961

- О стохастическом интегральном уравнении Ито (Über Itôs stochastische Integralgleichung), Dokl. Akad. Nauk UdSSR, Band 138, Nr. 1, 1958

- Некоторые минимаксные задачи в теории управляемых марковских процессов (Einige Minimax-Aufgaben aus der Theroie der gesteuerten Markow-Prozesse), Теория вероятностей и её применение (Wahrscheinlichkeitstheorie und ihre Anwendungen) 1962, Band 7, Nummer 3.

- Lehrbuch Лекции по математической теории экстремальных задач, in englischer Übersetzung als "Lectures on Mathematical Theory of Extremum Problems" in den Springer Lecture Notes in Economics and Mathematical Systems, Band 67, erschienen.

## Quelle
- E. B. Dynkin, A. N. Kolomogorow, B. T. Poljak, M. I. Freidlin: Igor Wladimirowitsch Girsanow (Nekrolog), Теория вероятностей и её применение (Wahrscheinlichkeitstheorie und ihre Anwendungen) 1967, Band 12, Seiten 532–535 (russisch). online verfügbar